# Método diagonal

Método diagonal.

El método diagonal (MD) es una regla de composición de la fotografía, la pintura y el dibujo. El fotógrafo y profesor holandés Edwin Westhoff se topó con este método cuando realizaba experimentos visuales para analizar por qué la regla de los tercios es tan imprecisa. Después de estudiar numerosas fotos, cuadros y aguafuertes, descubrió que los puntos de interés se encuentran generalmente en las diagonales de un cuadrado. Por lo general, una foto es una forma rectangular con las proporciones 4:3 o 3:2, en la que por tanto hay que mirar a las cuatro bisectrices de los ángulos. La imagen queda mejor si determinados elementos se sitúan sobre esas líneas.

## Teoría

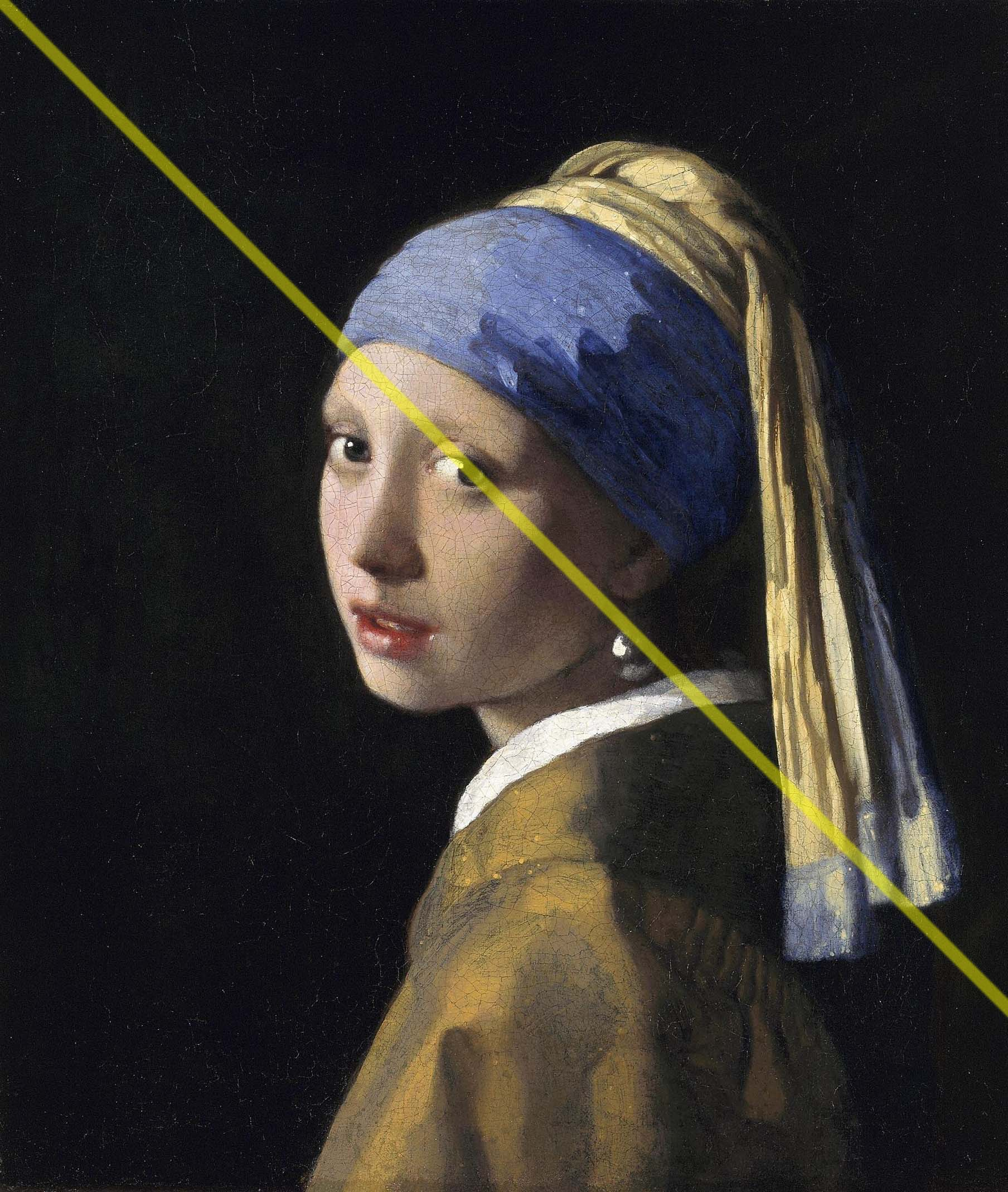
Ejemplo usando el retrato La joven de la perla de Vermeer. La línea amarilla pasa por dos puntos de interés: su ojo izquierdo y la perla.

Según el MD, los puntos de atención se suelen encontrar, con una exactitud de un milímetro, en una o más diagonales de 45 grados de uno de los cuatro ángulos de la imagen. A diferencia de otras reglas de composición como la regla de los tercios y el número áureo, el MD no otorga valor alguno a los lugares donde las líneas se cruzan y permite que un punto de interés se encuentre en una posición arbitraria de la diagonal. Siempre que los detalles se encuentren en esas líneas, atraerán la atención. Sin embargo, el MD sí que exige que los puntos de interés se encuentren con gran exactitud en la diagonal, con una desviación máxima de un milímetro en el formato A4. A diferencia de otras reglas de composición, el MD no se utiliza para mejorar la composición.

## Fundamento
Es bien conocido que las diagonales, al igual que las isócronas cero, el centro de gravedad y los ángulos, forman parte de las líneas de fuerza de un cuadrado, y se consideran que tienen mucha más fuerza que otras partes del cuadrado. Hasta hoy no se ha investigado en qué medida estos descubrimientos se pueden trasladar a los rectángulos, como las fotos con una proporción de 4:3 y 3:2. Aparte del fundamento práctico del MD a través de diversos análisis, todavía no se conocen investigaciones científicas que puedan confirmar teóricamente el MD.